# Wave-Gotik-Treffen
Wave-Gotik-Treffen (en alemán das Treffen significa "el encuentro") es un festival anual de música y arte celebrado en Leipzig, Alemania. En él, tocan más de 150 bandas y artistas de diferentes géneros (Rock gótico, Dark Wave, Deathrock, EBM, Noise, , Neofolk, música neoclásica, Dark electro, música medieval, música experimental, Metal gótico entre otros) en varios puntos por toda la ciudad durante cuatro días en Pentecostés. El festival también alberga numerosas ferias con artículos medievales, góticos y culturales. 

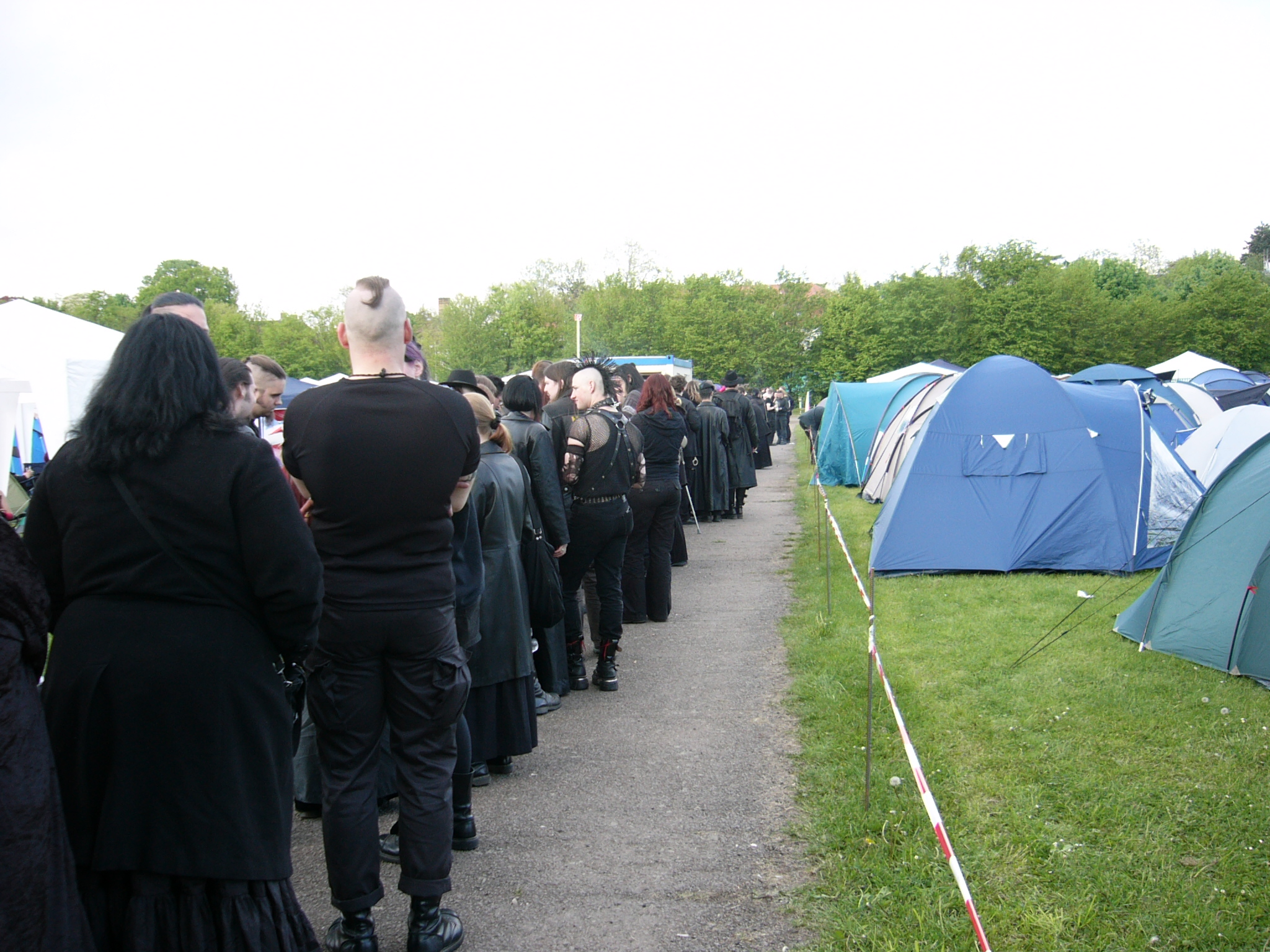
Asistentes al Festival WGT esperando a obtener sus pulseras de identificación en la zona de cámping del Agra (mayo de 2005).

El WGT recibe regularmente 25.000 asistentes (extraoficialmente ascienden a 30.000), lo que le convierte en uno de los acontecimientos más importantes de las subculturas gótica, cyber y rivethead en todo el mundo, seguido de cerca por el festival anual M'era Luna en Hildesheim, Alemania con 20.000-25.000 asistentes.

## Historia
El primer intento de organizar una Treffen fue en 1987 en Potsdam. Sin embargo, debido a que las leyes de la República Democrática Alemana prohibían este tipo de acontecimientos, fueron solo unos pocos centenares de personas los que asistieron a él. 
En 1992, tras la reunificación de Alemania, la primera Wave-Gotik-Treffen oficial tuvo lugar en el club Eiskeller en Leipzig. Desde entonces, el número de asistentes se ha incrementado considerablemente y las bandas más famosas de los géneros preferidos de los asistentes han actuado en la Treffen al menos una vez.
La edición más importante de la WGT fue la del año 2000 con cerca de 300 actuaciones y con la presencia estimada de 27.000 asistentes. Sin embargo, el festival de ese año sufrió un desplome financiero al tercer día, razón por la cual tuvo que ser cancelado. Aun así, y después de que los guardias de seguridad, la mayoría de las bandas y parte del equipo técnico se hubiera ido, los ayudantes voluntarios y diversas bandas que actuaron gratis, organizaron un concierto final ante una multitud de alrededor de 5.000 personas. En contra de las expectativas policiales, no tuvo lugar ningún altercado de ninguna clase y el último día del festival fue celebrado por los asistentes que aún quedaban de una forma comparable al Festival del hombre ardiente.
Desde entonces, el festival ha albergado entre 18.000 y 21.000 participantes al año, la mayoría de ellos reincidentes. Como uno de los festivales góticos más famosos, atrae a visitantes de todo el mundo. Muchos de los asistentes procedentes de Alemania prefieren acampar en grandes zonas de cámping, mientras que los asistentes extranjeros deciden alojarse por lo general en hoteles. 

## Acontecimientos
La mayor atracción de la Wave-Gotik-Treffen son las actuaciones de las bandas. En general, el número de conciertos oscila alrededor de los 200, abarcando tanto los géneros de música "oscura" como el folk acústico, música medieval o el Deathrock y el EBM/música industrial. Los doce o más escenarios son también variados, desde el majestuoso Schauspielhaus hasta la sombría Cripta de Völkerschlachtdenkmal, el Parkbühne bajo los árboles o las enormes salas del parque de atracciones de AGRA con capacidad para 10 000 personas.

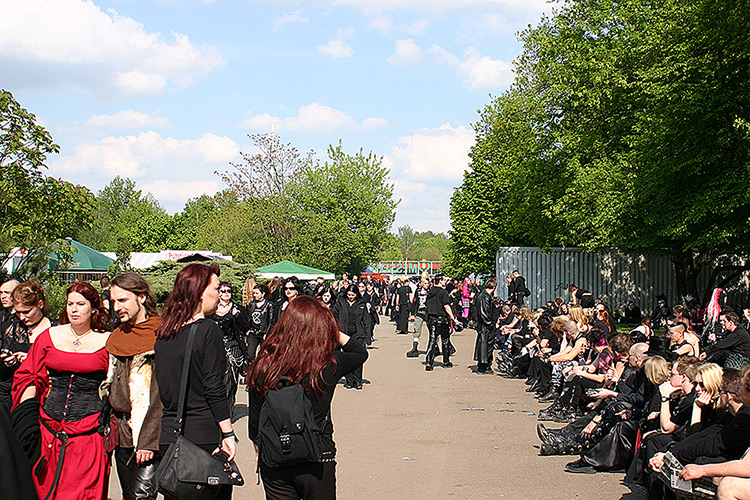
Asistentes a la Wave-Gotik-Treffen 2005 en el paseo del Agra (también llamado de forma cómica el "boulevard").

Además, el festival alberga ferias renacentistas, mercados vikingos y paganos, preestrenos de CD, DVD y películas, recitales literarios, firmas de discos, almuerzos festejados con absenta y muchas discotecas con DJs de renombre. El mercado principal del AGRA, presente durante todo el festival, puede que sea el más importante del mundo para la comunidad gótica.
Los asistentes al festival, por lo general, se alojan tanto en las zonas de cámping designadas fuera del AGRA, como en hoteles y albergues dentro y fuera de Leipzig. Para acampar, es necesario que los asistentes abonen una cantidad extra a cambio de una Obsorgekarte, que les proporciona acceso a las zonas de cámping. Las plazas de cámping y las habitaciones de hotel se agotan rápidamente.
La fecha de celebración de la WGT varía de año a año. Tiene lugar durante el fin de semana de vacaciones alemán llamado Pfingsten, conocido en español como Pentecostés , 7 semanas después de Semana Santa. Los acontecimientos no oficiales comienzan en Leipzig la noche del martes anterior a la fecha de Pfingsten, mientras que el festival oficial empieza el viernes y dura hasta la mañana del martes, ya que el lunes es día de fiesta oficial en Alemania.